# یواس‌اس اردانتا (۱۸۸۳)
یواس‌اس اردانتا (۱۸۸۳) (به انگلیسی: USS Urdaneta (1883)) یک کشتی بود که طول آن ۷۰ فوت ۵ اینچ (۲۱٫۴۶ متر) بود. این کشتی در سال ۱۸۸۳ ساخته شد.